# Friedrich Wilhelm von Stechow
Friedrich Wilhelm von Stechow (* 7. Juli 1692 in Stechow; † 19. Februar 1771 ebenda) war ein preußischer Oberst und Generalintendant der Armee, Träger des Ordens Pour le Mérite.

## Leben
Seine Eltern waren Anton Ferdinand Kaspar von Stechow (* 31. Dezember; † 1. Oktober 1701) und dessen Ehefrau Adelheit Sophie von Werder (* 24. April 1663; † 21. Januar 1711) aus dem Haus Brettin. Der Generalmajor Christoph Ludwig von Stechow (1698–1772) war sein Bruder.
Friedrich Wilhelm von Stechow war Erbherr auf Kotzen, das sich seit dem 14. Jahrhundert im Besitz der Familie befand und bis 1945 verblieb, und auf Stechow II. Beide Güter lagen im Westhavelland. Verheiratet war er seit 1715 mit Elisabeth von Brösigke (1697–1759). Sein Sohn war der Königlich-preußische Generalleutnant Johann Ferdinand von Stechow (1718–1778), ebenfalls Träger des Ordens Pour le Mérite.

## Militärische Laufbahn
Obwohl Friedrich Wilhelm von Stechow ein wohlhabender Großgrundbesitzer war, wählte er den Beruf des Offiziers. Er diente sich von der Pike auf nach oben und bewährte sich in den Schlesischen Kriegen Friedrichs des Großen, besonders im Zweiten Schlesischen Krieg. Friedrich würdigte seine Verdienste nach Kriegsende, als er dem damaligen Oberstleutnant im Regiment Kleist zu Fuß am 27. Mai 1747 den Orden Pour le Mérite verlieh.
Friedrich Wilhelm von Stechow diente weiter in der preußischen Armee, wurde zum Oberst befördert und übernahm schließlich das Amt des Generalintendanten der Armee. Nach seinem Abschied aus dem aktiven Dienst zog er sich auf seine Güter zurück und starb dort 1771 auf dem Stammgut Stechow.